# Хайнрих Виник
Хайнрих (Хайнц) Цви Виник (на немски: Heinrich Zvi Winnik; на иврит: היינריך (היינץ) צבי ויניק) е израелски психиатър и психоаналитик, пионер на психоанализата в Израел.

## Биография
Роден е на 29 юли 1902 година в Неполокоуц, Буковина, Австро-Унгария. Завършва гимназия в Черновиц, учи и във Виена за кратко. В младежките си години е член на организацията „Шомер Хатзаир“. Започва да учи философия и математика в Прага, но още от следващата година променя желанието си и учи медицина. През 1926 година завършва Вроцлавския университет. Там специализира невропсихиатрия, а след това и в неврологична клиника в Кемниц. В периода 1930 – 1933 е главен лекар в неврологичното отделение на болницата Ланквиц в Берлин. След идването на власт на нацистите през 1933 година заминава за Виена, където се обучава за психоаналитик. Там се подлага на анализа първоначално при Йеньо Харник, а впоследствие при Паул Федерн и Хелене Дойч. Асоцииран член е на Виенското психоаналитично общество от 25 март 1936 до 1938 година. През 1936 отива в Букурещ, Румъния, където работи до 1942 на частна практика. Жени се за Луци Пик, която е с осем години по-млада от него. През 1942 година окончателно емигрира в Палестина. Към 1944 живее в Рамат Ган и става член на Психоаналитичното общество на Палестина. Там се редува заедно с Ерих Гумбел като президент на обществото за период от 20 години.
Заедно с Рут Яфе е сред първите психоаналитици директори на психиатрични клиники в Израел. Между юли 1977 и юли 1979 година е канен веднъж да говори пред Холандското психоаналитично общество.
Виник особено интензивно изследва Холокоста и влиянието върху неговите жертви. Изучава психопатологичните различия между оцелелите от концлагерите и оцелелите от руските лагери на смъртта, както и тези, които са заминали в изгнание.
Умира на 11 ноември 1982 година в Йерусалим на 80-годишна възраст.